# Mary Elizabeth Dawson
Mary Elizabeth Dawson (* 9. Mai 1833 in Mersham, Grafschaft Kent England; † 22. Februar 1924 in Waterton, nahe Ashburton, Region Canterbury, Neuseeland) war eine neuseeländische Landwirtin, Krankenschwester und naturverbundene Frau.

## Frühes Leben
Mary Elizabeth Prebble wurde am 9. Mai 1833 als Tochter und jüngste von sechs Kinder der Eheleute Ann Maria Gurr und dem Schreiner James Prebble in Waterton, nahe Ashburton geboren. Als Marys Mutter 1837 verstarb, heiratete ihr Vater ein Jahr später die Witwe Ann Whitehead. Die Familie verließ England auf der Aurora und erreichten 1840 den Hafen von Wellington.
Um 1846 zog Mary nach Canterbury auf die Südinsel des Landes, wo sie als Dienstmädchen arbeitete. Danach nahm sie eine Stellung für ein Jahreslohn von 8 £ in der Nähe vom Lyttelton Harbour an und erlernte dort die Herstellung von Butter und Käse. Mit der Unterstützung ihres Chefs erwarb sie ihre erste Kuh und erlernte selbst Landwirtschaft zu betreiben.

## Ehe und Selbstständigkeit
Auf dem Hof ihres Arbeitgebers lernte sie Andrew Dawson, den sie am 19. Juli 1852 in der noch provisorischen anglikanischen Kirche von Lyttelton heiratete. Aus der Ehe gingen zwischen 1853 und 1878 sechs Töchter und sechs Söhne hervor. Nach ihrer Eheschließung blieben beide noch knapp ein Jahr bei ihrem Arbeitgeber und ließen sich zunächst auf einem 50 Acres großen Stück Land in Port Levy nieder. Ein Jahr später schlossen sich Marys Brüdern an und bauten gemeinsam eine große Milchviehherde auf, hielten Schafe und ein Gestüt mit Clydesdale-Pferden, die ihren Ursprung in Schottland hatten. Aus dem Ort, den sie 1855 gründeten wurde das kleine Dorf Prebbleton, heute im Selwyn District in Canterbury gelegen.
Mary verdiente mit der Herstellung von Käse und Butter soviel Geld, dass sich ihre Familie ein eigenes Anwesen kaufen konnte. Sie war es auch, die das Land dazu aussuchte. Sie nannten das 1.460 Acre große in Waterton gelegene Anwesen Seaview, obwohl noch rund ein bis zwei Kilometer von der Küste entfernt. Sie legten das Land trocken, befreiten es von dem widerstandsfähigen Tussock und machten es zu landwirtschaftlich nutzbaren Boden. Sie pflanzten Eukalyptusbäume und ließen andere Bäume zum Schutz des Anwesens stehen. Mary half ihren Nachbarn und bewies in vielen Situationen ihre Fähigkeit als Krankenschwester, was von der örtlichen Gemeinde sehr geschätzt wurde.
Mary stammte ursprünglich aus der Arbeiterklasse ihrer Heimat und hatte offenbar nie schreiben gelernt. Dennoch gelang es ihr mit Einfallsreichtum und ihrem Durchsetzungsvermögen für sich und ihre Familie eine Lebensgrundlage zu schaffen, die sie in England nie hätte erreichen können. Das Vermögen ihrer Familie wurde 1909 auf fast 25.000 Pfund geschätzt, was für damalige Verhältnisse sehr viel Geld war.
Mary Elizabeth Dawson verstarb am 22. Februar 1924 im Alter von 90 Jahren in ihrem Haus in Waterton.